# Ro Hak-su
Ro Hak-su (nacido el 19 de enero de 1990) es un jugador de fútbol internacional de Corea del Norte.

## Goles internacionales
| # | Fecha                | Lugar de encuentro         | Oponente                          | Puntuación | Resultado | Competición                                                 |
| - | -------------------- | -------------------------- | --------------------------------- | ---------- | --------- | ----------------------------------------------------------- |
| 1 | 4 de agosto de 2008  | Hyderabad, India           | Selección de fútbol de Birmania   | 1-0        | Ganan     | Copa Desafío de la AFC 2008                                 |
| 2 | 13 de agosto de 2008 | Nueva Delhi, India         | Selección de fútbol de Birmania   | 4-0        | Ganan     | Copa Desafío de la AFC 2008                                 |
| 3 | 16 de junio de 2015  | Pyongyang, Corea del Norte | Selección de fútbol de Uzbekistán | 4-2        | Ganan     | Clasificación de AFC para la Copa Mundial de Fútbol de 2018 |